# Rio Cabuçu
O Cabuçu é um dos maiores rios do município do Rio de Janeiro. Localizado na Zona Oeste, nasce na Serra de Santíssimo, desce até a linha férrea, acompanhando-a até Senador Vasconcelos; segue pelas ruas Artur Rios, D. Sebastião, Belmiro Valverde, já em Campo Grande; depois de receber o rio da Prata/rio Morto, segue entre as estradas do Mato Alto e Magarça, até desaguar nos manguezais de Pedra de Guaratiba, na Baía de Sepetiba. Encontra-se muito poluído e suas águas são bastante turvas.